# Lambert Rosenbusch
Lambert Rosenbusch (* 10. März 1940 in Ostercappeln; † 7. September 2009 in Brauweiler bei Köln) war ein deutscher Architekt und Designer.

## Leben
Lambert Rosenbusch studierte Philosophie in Frankfurt und Architektur in Braunschweig. Er unterhielt ein Architekturbüro in Hamburg, wo er 1971 zum Professor für Industriedesign Hochschule für bildende Künste berufen wurde. Diese Professur hatte er bis 2005 inne. Daneben führte er ein Design-Atelier in Brauweiler bei Köln. Neben der praktischen Entwurfsarbeit und der Lehre galt sein besonderes Interesse der Architekturtheorie, insbesondere der Proportions- und Harmonielehre.

## Bauten (Auswahl)
- 1972/75: Gymnasium Hermelinweg in Hamburg-Farmsen-Berne, heute Erich Kästner Schule
- 1968: Klinik Neuenkirchen
- 1968: St.-Vincenz-Krankenhaus in Datteln
- 1962: Restaurierung des Verwaltungsgebäudes der Brüdernkirche in Braunschweig